# 福岡連続保険金殺人事件
福岡連続保険金殺人事件（ふくおかれんぞくほけんきんさつじんじけん）は、1978年（昭和53年）から1979年（昭和54年）にかけて発生した連続保険金殺人事件。
浜田 武重（はまだ たけしげ）らが、内縁の妻の子供を含む3人を殺害した。主犯の浜田は1988年（昭和63年）3月に死刑が確定したが、刑は執行されぬまま、2017年（平成29年）に福岡拘置所内で死亡（90歳没）。当時、国内最高齢の死刑囚だった。

## 事件

### 親類女性の殺害
1978年（昭和53年）3月25日未明、浜田武重（当時52歳）と内縁の妻のA（当時50歳）は、当時住んでいた福岡県糟屋郡志免町 の自宅で、同居していたAの親類の女性T（当時28歳）に酒を飲ませ泥酔したところを風呂場に連れて行き、頭を浴槽に突っ込んで水死させた。検視の結果、心不全による急死として処理され、浜田らはTが加入していた簡易生命保険 の保険金150万円を受け取った。

### 連れ子の殺害
Tの殺害から約3ヶ月後の7月1日未明、浜田とAは、Aの病死した夫の連れ子である義理の長男H（当時16歳の高校1年生）がシンナーを吸ってふらふらした状態になっているところを車に乗せ、自宅から4キロ離れた糟屋郡宇美町 の農業用水路まで連れて行き、水路に顔をつけて水死させた。シンナー中毒で誤って転落したものとされ、浜田らはHが加入していた生命保険の保険金1,000万円を受け取った。

### 作業員の殺害
1979年（昭和54年）、ギャンブルに凝っており事業も失敗して6,000万円の借金を持っていたB（当時42歳）、同じく金に困っていたC（当時44歳）、Bに金を貸していた浜田は共謀して、Bの経営する土木会社の作業員に多額の保険金を掛け、殺害する計画を立てた。CはBの会社の元従業員で、Bとは30年来の付き合いがあり、当時は1億円近い借金を負って、暴力団幹部などから強く返済を迫られていた。
4月17日に、身寄りがないとみられたK（当時37歳）を作業員から選び、Bを受取人として三井生命の災害の特約付きの6,000万円の保険契約を結び、第一回目の保険料として約3万円を払い込んだ。そしてKが酒好きであることに目を付け、酒に酔って路上をふらふらしていたところを轢き逃げされたという筋立てを計画した。
5月8日の夜、B宅で打合せをし、作業員宿舎にいたKに酒をたっぷりと飲ませた。Kが泥酔して意識不明の状態になると、Cの小型ダンプカーに乗せ、福岡市東区箱崎六丁目の、九州大学体育館裏の市道へと運んだ。そして9日午前3時頃、人通りのないことを確認した上でKを降ろして路上に寝かせ、ダンプカーで轢殺した。
しかし三井生命のほうでは、契約金が高過ぎるとして、5月14日に払い込まれた保険料をBに返し、一応解約という形となっていた。この殺人では、浜田らは保険金を得ることはできなかった。
またCは、事件直後に犯行に使用したダンプカーを売却処分している。

## 捜査
福岡県警捜査本部はKの轢殺事件について、当初は単なる轢き逃げであるとみていたが、聞き込み調査を進める中で、BがKに多額の保険金を掛けていたこと、事件当夜にB宅で浜田ら3人が集まっていたこと、更にCがK殺しを知人に洩らしていたことを突き止め、9月27日に3人を逮捕した。
この逮捕は3人とも別件逮捕で、浜田はTの加入していた保険金150万円の母親への委任状を偽造し保険金を騙し取った詐欺、有印私文書偽造および同行使によって、Bは24回月賦契約の165万円で購入した普通トラックを、借金で苦しくなり5月15日に支払いの終らぬまま債権者の一人に担保として渡した横領によって、Cは前年の10月23日に24回月賦契約の275万円で購入したトラクター・シャベルを、4月26日に支払いの終らぬまま金融業者に譲渡した横領の件で、それぞれ逮捕された。
10月4日までの取り調べにより、3人とも「Kさんを殺して保険金を山分けするつもりだった」と犯行を自供。3人を再逮捕し、更に浜田の近親者であるTとHが変死した事件についても、殺人の可能性があるとみて捜査を開始した。
11月21日には、捜査本部が浜田の内妻のAを、別件の詐欺、有印私文書偽造、同行使の疑いで追及したところ、「土木作業員殺しとは別に、内縁の夫と共謀、保険金目当てに同居中の親類の女性と義理の長男を殺した」と自供。一連の保険金殺人が明るみに出た。
また、Aは肝硬変と食道静脈瘤のために逮捕を免れ、入院していた病院で取り調べを受けていたが、10月25日未明に脱走し行方不明となった。その後、佐世保などを逃げ回っていたものとみられるが、11月20日夜、糟屋郡須恵町の知人宅を訪ねて捜査官に発見され、21日未明に逮捕された。

## 裁判
1980年（昭和55年）3月、浜田の内妻Aが病死（51歳没）。一審公判中であったが、公訴棄却となった。
1982年（昭和57年）3月29日に、被告人3人（浜田およびB・C）への判決が福岡地方裁判所第三刑事部（秋吉重臣裁判長）で言い渡された。福岡地裁は、浜田に対し「物欲のために身内同然の人間や、何の責任もない者を次々と計画的に、平然と殺している。しかも、公判で犯行の一部を否認するなど、反省も認められない」として、求刑通り死刑を言い渡した。また、Bには求刑通り懲役15年、Cには2年減じた懲役13年（求刑：懲役15年）が言い渡された。
1984年（昭和59年）6月19日、福岡高等裁判所第三刑事部（山本茂裁判長）で控訴審が開かれた。山本裁判長は浜田および被告人Cの控訴を棄却し、一審判決を支持した。
1988年（昭和63年）3月8日、最高裁判所第三小法廷（伊藤正己裁判長）で上告審が開かれた。被告人・弁護側は「TとHは事故死の疑いが強く、浜田の供述には信用性なし」として、TとHを殺害したとされる2件に関して無罪を主張していたが、伊藤裁判長は「浜田被告人の自白は、共犯者Aの自白のほか関係証拠で補強されており任意性もある」として上告を棄却。浜田の死刑判決が確定した。
またこの上告審では、死刑制度に反対する傍聴人20人が黒の腕章を付けたり「死刑をするな」と叫ぶなどして騒然となり、うち1人が退廷させられた。

## 主犯・浜田武重
浜田 武重（はまだ たけしげ、1927年〈昭和2年〉3月10日 - 2017年〈平成29年〉6月26日）は、本事件の主犯格である。親類女性と連れ子の事件については、死刑判決確定後も、事故であり冤罪である旨を主張していた。

### 生い立ち
浜田は1927年（昭和2年）3月10日、鹿児島県出水郡野田村（現：出水市）で生まれた。父は5歳の時に病死しており、浜田の記憶には殆どなかった。父は60円（利息が付き75円になっていた）の多額の借金を残して亡くなったため、母と叔父が二人で支払いに当たった。
母は百姓の仕事をしながら近所の家にも賃労働に行っていたが、浜田が小学2年生の時に足の骨膜炎に罹り、1年半ほど寝込むことになる。浜田は母の看病や家の仕事のため、この1年半は一度も学校へ行くことがなかった。隣からの貰い水を天秤で一日10回ほど往復して運んだり、近くの山で薪を集めたり、近くの小川で洗濯するなどの仕事に従事した。
貧しかったためパンツも履いておらず、体育の時間は休み、運動会の際には学校のパンツを履いて参加していた。運動靴や長靴も買ってもらったことがなく、晴れた日は自分で作った藁草履をいつも履いていた。学校では2年生は午前中で授業が終ったが、浜田は他の同級生が帰った後、学校が作った弁当を与えられていた。「私の先生は、とても優しい先生なので欠食児童に対して給食を与えておられたのです」と浜田は語っている。結局小学校の6年間のうち「正味三年位しか」出席はしなかったが、算数と算盤が好きで算盤はいつも100点、ソロバン大会では１、2位を争うほどだった。
小学校を卒業したすぐの1939年（昭和14年）3月末、叔父の紹介で大牟田市の近くにある蒲鉾店へ行って働くようになった。ここでは自動三輪車の運転を覚えて氷を仕入れに行ったり、得意の算盤で帳簿の仕事を任されたりもしていたが、既に始まっていた大東亜戦争のため浜田にも徴用令状が届き、徴用に駆り出されることとなる。
1943年（昭和18年）10月20日に、現在の南福岡駅裏側に当る九州飛行機会社に入社し、土日には蒲鉾屋の手伝いもしながら、終戦まで飛行機の組立て作業に従事した。1945年（昭和20年）7月には、9月1日に神奈川県の藤沢海軍航空隊に整備兵として入隊することに決っていたが、終戦のため実現しなかった。
終戦ののち、長兄の勧めで国鉄に入社し踏切番の仕事を任せられるが、親しくなった近所の少女たちが寮の浜田の部屋へ上がり込むようになり、寮長から報告を受けた兄が、浜田を強制的に退社させた。浜田は「その女の心を傷つけてしまいました。この国鉄の退社がなければ、私の人生にも狂いが出なかったと思います」と回顧している。

### 初犯から数度の累犯
国鉄退社後、浜田は同じ村の者たちと一緒に山口県の東洋紡績工場に就職するが、同友に誘われてすぐに辞めている。その際に同友が寮の社員の品物を盗み、「このお金を私も一緒に使った事で、後に逮捕されるのですが、これが初犯の事件です」と記している。
逮捕されたのは1946年（昭和21年）8月で、共犯を連れてきた刑事に「家が貧乏な為被害者に弁償する事は出来ませんと断わるように言われた」のを実行した結果、裁判官を怒らせて執行猶予が付かず、求刑通り懲役10か月を言い渡され、鹿児島刑務所に服役することとなった。
このときは新憲法発布に伴う恩赦により3か月で仮出所したが、刑務所時代の友人に空き巣に誘われ、「私は反対するけれど」品物を闇市に売りに行くのについていったところを逮捕され、再び鹿児島刑務所で1年半にわたり服役することとなる。出所後も2回にわたり、窃盗などで逮捕され、第4回目の出所（仮出所）の際には母が病死したため、保護会に引受けてもらって仮出所している。
その後は佐賀県の炭鉱で採炭夫を勤めたのち、以前の蒲鉾店で再び働き始めた。このとき、蒲鉾屋の娘の縁談を含め、結婚の申し出を三つ同時に受けるという出来事もあった。この出来事について浜田は「私は誰にでも親切と優しさがあったので人から好かれていたのは事実でした。他には何もありません」と記している。ただ浜田は蒲鉾店の親類の百姓の娘と交際しており、この娘が3か月の身重になっていたため、彼女と結婚することになった。
しかし、浜田はその後も窃盗を繰り返しては逮捕されることを繰り返した。子供が生まれた際、浜田は田んぼの電線を盗んでお産の費用や子供の衣類のための金を作り、再度逮捕される。その後、服役した浜田は仮出所後に福岡へ出てタクシー運転手として勤め始めるが、友人が車を盗むのに協力して2度逮捕され、さらに後には万引きグループに協力して再度逮捕された。結局、浜田は一連の連続保険金殺人以前に、合計して17年ほどの刑務所生活を送っている。

### 事件について
浜田によると殺人事件の始まりは、万引きグループの一員であった女性から預かっていた金（700万円）を、内妻のAが勝手にBに貸し付け、それが貸し倒れになったことがきっかけであった。浜田は、この出来事により、5,000万円の借金を抱えていたBが自分たちに、Kに保険金を掛けて殺すことを依頼していたとする旨を述べた上で、親類の女性と連れ子の事件については「同居中の二人が事故で死んで一年半も過ぎていたものまで警察からデッチ上げられて噓の自白をさせられた」と述べている。
浜田は「私という人間は、どうしてこんなに甘い人間かと自分でもあきれております。人に同情したばかりに殺人まで起こしてしまいました」「私自身の優しさを、厳しさに変えていたら人殺しなんて決して起きなかったのです。今なら、反省も少しずつ現在はやっているので現在の気持なら、絶対に殺人なんて起していません」と記している。

### 死去
浜田は死刑確定後、2011年（平成23年）までに収監先の福岡拘置所から5回にわたり再審請求を起こしたが、いずれも棄却されていた。
2017年（平成29年）6月26日0時48分ごろ、同所内を巡回中していた職員が、独房内で寝ている浜田の口元付近に吐瀉物が付いているのを確認。浜田は発見された時点で呼吸をしておらず、人工呼吸や心臓マッサージを施され、救急車で福岡市内の病院に搬送されたが、2時2分に死亡（死因：窒息死）が確認された（90歳没）。当時、浜田は日本国内で最高齢の死刑囚だった。